# Migliarino
Migliarino  (AFI: /miʎʎaˈrino/; Miarìn in dialetto ferrarese) è una frazione di 3 703 abitanti del comune di Fiscaglia, nella provincia di Ferrara. Fino al 31 dicembre 2013 costituiva un comune autonomo.

## Geografia fisica

### Clima
- Classificazione climatica: zona E, 2272 GR/G

Posizione dell'ex comune di Migliarino nella provincia di Ferrara.

## Storia
Il 6 ottobre 2013 si è svolto un referendum consultivo sulla proposta di fondere o meno i tre comuni di Migliaro, Migliarino e Massa Fiscaglia, i cittadini dei tre comuni hanno votato a maggioranza per il sì alla fusione.

### Simboli

Stemma dell'ex comune di Migliarino

Migliarino ha in comune con Massa Fiscaglia (del cui territorio originariamente il comune faceva parte), una campana, alla quale fu aggiunta poi l'aquila estense.
Il gonfalone era un drappo partito di azzurro e di bianco.

## Monumenti e luoghi d'interesse
- Chiesa dei Santi Vitale e Bartolomeo

## Società

### Evoluzione demografica
Abitanti censiti

## Cultura

### Musei
Il paese ospita il Museo del Trotto, realtà unica in Italia riguardo all'archiviazione di documenti, cimeli ed altro, riguardanti la disciplina del Trotto.

## Infrastrutture e trasporti
La località è situata sulla strada provinciale 68 ed è servita da una stazione ferroviaria sulla linea ferrovia Ferrara-Codigoro. Fra il 1901 e il 1931 Migliarino era servita da un analogo impianto posto sulla tranvia Ferrara-Codigoro.